# Bagong Sikat
Bagong Sikat  es un  barrio rural  del municipio filipino de primera categoría de Narra perteneciente a la provincia  de Paragua en Mimaro,  Región IV-B.

## Geografía
El municipio de Narra se encuentra situado en la costa este de la Isla de La Paragua frente al mar de Joló, uno de los mares interiores del archipiélago malayo un extenso mar que forma parte del océano Pacífico, y alrededor de 70 km al sur de la capital de la provincia de Puerto Princesa.
Este nuevo barrio rural e interior  de Bagong Sikat se sitúa junto al extremo nororiental del  municipio, al este  de Monte Victoria (Victoria Peaks).